# Koser Gunge
Der Koser Gunge ist ein Berg in den Masherbrum-Bergen, einer Kette des Karakorum. 
Der Koser Gunge liegt östlich des Shigar-Flusstals im äußersten Westen der Masherbrum-Berge. Der Berg ist namensgebend für die umliegende Gebirgsgruppe, der so genannten Koser-Gunge-Gruppe. 
Die Erstbesteigung fand im Jahr 1899 durch die Amerikanerin Fanny Bullock Workman statt.
Die Höhe wird in der Literatur mit 6401 m angegeben. Gemäß der topographischen Karte von google müsste diese aber wesentlich niedriger bei etwa 6000 Metern liegen.